# Konstkåren
Konstkåren är en studentkår vid Göteborgs universitet, som representerar studenterna vid universitetets konstnärliga fakultet. Kåren bildades 2010 genom en sammanslagning av studentkårerna Studentkåren vid Artisten (StuArt), studentkåren vid Konsthögskolan Valand och studentkåren vid Högskolan för design och konsthantverk.
Konstkåren representerar studenterna på konstnärliga fakulteten vid Göteborgs Universitet, inklusive lärarstudenter i musik, dans, teater, bild och slöjd. Fakulteten består av de två institutionerna Högskolan för scen och musik (HSM) och Högskolan för konst och design (HDK-Valand). Kåren bildades genom en sammanslagning av de gamla studentkårerna som var verksamma vid varje enskild institution. Dessa representeras idag genom kårens olika sektioner vid respektive institution.